# Redondinha
A Redondinha é uma pequena aldeia pertencente à freguesia da Cerdeira, no concelho do Sabugal, distrito da Guarda. A população é muito reduzida e idosa, sendo a agricultura a fonte de rendimento da maioria dos habitantes.